# 발렌티나 모네타
발렌티나 모네타(이탈리아어: Valentina Monetta, 1975년 3월 1일~)는 산마리노의 가수이다. 4차례의 유로비전 송 콘테스트에서 산마리노 대표로 참가했다.

## 경력

### 2008~2013: 유로비전 송 콘테스트 참가
2008년 대회에 참가하려 했지만, 산마리노 방송인 RTV에서 참가를 거부당했고, 2012년이 되어서야 유로비전 송 콘테스트 2012에 참가하게 된다. 모네타는 "Facebook, Uh, Oh, Oh"라는 제목의 곡으로 참가하려 했지만 유로비전 참가 규칙 상 상업적 가사가 들어가는 노래는 참가가 불허되어 "The Social Network Song (OH OH – Uh - OH OH)"로 곡명만 바꾸어 참가하게 된다.
결승에 진출하지는 못하였지만 준결승 14위로 산마리노의 최고 기록을 경신하며 대회를 마쳤다.
2013년 모네타는 "Crisalide (Vola)"라는 곡으로 두 번째로 유로비전을 참가하였다. 전년 대회와 같이 결승에 진출하지 못하였지만 47점으로 11위를 받고 다시 한번 자국의 최고기록을 경신하였다. 또한 유로비전 팬들의 시상식인 OGAE에서 2위를 차지하였다.

### 2013~현재:유로비전 송 콘테스트 2014와 새 앨범
자국 최고 순위를 두번이나 경신하면서 모네타는 유로비전 송 콘테스트를 연속 3번으로 참가하게 된다. 연속 3번으로 대회에 참가한 가수는 많지 않은데, 그 가수는 초대 우승자인 리스 아시아를 포함해 3명 밖에 없다.
모네타의 세 번째 유로비전 곡은 2014년 1월에 공개됐으며, 새 앨범과 함께 발매되었다. 앨범의 리드 싱글은 "L'amore Verrà"이며 2013년 10월 11일에 발매되었다.

## 음반 목록
- Il mio gioco preferito (2011)
- La storia di Valentina Monetta (2013)
- Sensibilità (Sensibility) (2014)